# Сан-Матеуш (Мадалена)
Сан-Матеуш (порт. São Mateus) — район (фрегезия) в Португалии, входит в округ Азорские острова. Расположен на острове Пику. Является составной частью муниципалитета Мадалена. Население составляет 847 человек на 2001 год. Занимает площадь 17,74 км².
Покровителем района считается Левий Матфей (порт. São Mateus).